# Lola Palatín
María Dolores Domínguez Palatín, conocida como Lola Palatín, (Sevilla, 20 de octubre de 1888 - Madrid, 18 de mayo de 1971) fue una de las mejores violinistas de su época y la primera española que consiguió el Premio Sarasate de violín, en 1917.

## Trayectoria
Formaba parte de una extensa estirpe de músicos, los Palatín, que desde el siglo XVI sobresalen músicos eminentes. Cabe destacar al director de orquesta y violinista Fernando Palatín y Garfias, tío carnal de Lola, de quien aparentemente recibiría consejos, y al director de la banda municipal de Sevilla y abuelo materno de Lola, Antonio Palatín Moreno.
Empieza sus estudios en Sevilla a los seis años con el violinista Agustín Lerate Castro, discípulo de su tío Fernando Palatín y Garfias. A los diez años de edad, el Ayuntamiento de Sevilla la pensiona, tras superar un ejercicio público, para que se traslade a Madrid con toda su familia, al objeto de que pudiera ampliar estudios en el Conservatorio de Madrid. En dicho establecimiento educativo, Lola Palatín se integró primero en la clase de Julio Francés, después en la del gaditano José del Hierro y, finalmente, se formó bajo la tutela de Antonio Fernández Bordas. 
En 1908, motivada por la urgencia económica de su familia, Lola entra como violín concertino en la Orquesta del Teatro de la Zarzuela, siendo la primera mujer que ocupa esta responsabilidad en la mencionada orquesta. Tras el incendio que sufrió este escenario, en 1909, Lola Palatín marchó a París, merced a la ayuda de su madrina, Dolores Palatín Torres, que entonces regentaba la casa de música de Prosper Colas (1842-1919). Gracias a su madrina, Lola conoció y amplió su formación con el músico mulato José White, quien terminó de formar el temperamento artístico de Lola Palatín.  En París, igualmente, entró en contacto con la colonia de andaluces y españoles que, como ella, se encontraban completando su formación o forjando una carrera artística en la capital francesa, dando inicio a alguna de las amistades que vertebrarían el resto de su vida, particularmente con Joaquín Turina, quien le dedicaría, por ejemplo, las Variaciones clásicas op.72.
El estallido de la Primera Guerra Mundial obliga a Lola Palatín a regresar apresuradamente a España y, una vez de vuelta en Madrid, continúa con su brillante carrera profesional, presentándose en el Ateneo de Madrid, y finaliza sus estudios oficiales de violín, de nuevo con Fernández Bordas, que había interrumpido para marchar a París. Su paso por la institución se saldó, en esta ocasión, no sólo con la obtención del Primer Premio y el Diploma de Honor al finalizar la carrera de violín, sino con el Premio Sarasate, que por primera vez fue concedido a una mujer y que Lola ganó, tras el correspondiente examen público, frente a otros tres candidatos masculinos, asimismo alumnos de su maestro: José Domínguez Andía, Amadeo Roldán y Gardes y Antonio Arenas Castillo.
Tras ofrecer conciertos por toda la geografía española, en ocasiones acompañada de la pianista malagueña Julia Parody (1890-1973) y la arpista Luisa Menárguez Bonilla, en 1922, contrae matrimonio con el escultor jienense Jacinto Higueras Fuentes, quien aportó al matrimonio tres hijos que, en los sucesivos años, destacaron en la escena teatral (Modesto), en la farmacia (Luis) y en la escultura (Jacinto). A estos había que sumar los otros tres que concibió el matrimonio: Augusto (1923-1991), Andrés (1925-1935), que presentó unas extraordinarias disposiciones para el arte pero falleció muy tempranamente, y Marilola (n. 1930), eminente arpista de la España de la década de 1940, ahijada de Joaquín Turina. La relación entre el escultor y la violinista fue entrañable y basada en el respeto, el cariño y en la comunión y necesidad de expresión artística, por lo que Lola siguió tocando el violín en diversos conciertos públicos y privados, mientras que al tiempo se ocupaba de ejercer de secretaria de su esposo. 
Por la casa familiar de los Higueras Palatín en Madrid, donde había un extraordinario ambiente artístico, pasaron personalidades de la talla del compositor Joaquín Turina, el pianista José Cubiles, el poeta y dramaturgo Federico García Lorca, el escultor Mariano Benlliure, el pintor Daniel Vázquez Díaz, el violonchelista Juan Ruiz Cassaux y la dramaturga María Lejarraga, entre otras, que participaban en las tertulias y conciertos musicales organizados por su anfitriona, que actuó en estas décadas como una auténtica movilizadora cultural.
En este ambiente, se prodigan también las colaboraciones de Lola Palatín en conciertos y obras de teatro de la vanguardia de la época: el estreno de "Amor de don Perlimplín con Belisa en su jardín" de Federico García Lorca, en la que Santiago Ontañón y Pilar Bascarán actuaron como protagonistas y Lola Palatín interpretó el papel de «Marcolfa», diferentes colaboraciones con la compañía de la reconocida actriz y empresaria Margarita Xirgu en el Teatro Español, durante la temporada 1931/1932, o su participación, como actriz de doblaje, en la célebre película Cabalgata (1933) de Frank Lloyd, en la que asimismo tomó parte su hijo Jacinto Higueras Cátedra.
Tras el nacimiento de la última de sus hijos, Marilola, en 1930, Lola Palatín retomó parcialmente su actividad artística, dando recitales con el repertorio que le era preferido y que incorporaba los conciertos solísticos del repertorio clásico-romántico centroeuropeo y obras de Henry Purcell, Antonio Vivaldi, Arcangelo Corelli, Antonin Dvorak, Gabriel Fauré, Manuel de Falla y Joaquín Turina. La crítica siempre alabó su sonoridad, temple artístico y destreza técnica. Su última intervención pública en calidad de concertista tuvo lugar el 25 de mayo de 1952, acompañando a su hija Marilola en un brillante concierto celebrado en el Ateneo de Madrid. En esta ocasión, interpretó la Fantasía para violín y arpa op. 124 de Camille Saint-Saëns, el compositor que, muchos años antes, durante la estancia en París de Lola y tras escucharla, había exclamado que «jamás había escuchado sonido así en un violín».